# Cantó de Lo Pònt Sent Esperit

El cantó de Pont-Saint-Esprit és un cantó francès del departament del Gard, a la regió d'Occitània. Es troba en el districte de Nimes, té 16 municipis i el cap cantonal és Lo Pònt Sent Esperit.

## Municipis
- Aiguesa
- Carçan
- Cornilhon
- Lo Garn
- Godargues
- Issirac
- La Vau de Sant Roman
- Montclús
- Lo Pònt Sent Esperit
- Sent Aleissandre
- Sent Andrieu de Ròcapertús
- Sent Cristòu de Rodièra
- Sent Julian de Pairolaç
- Sent Laurenç de Carnòls
- Sent Paulet de Caisson
- Salasac